# Привольний (Новосергієвський район)
Приво́льний (рос. Привольный) — селище у складі Новосергієвського району Оренбурзької області, Росія.

## Населення
Населення — 186 осіб (2010; 227 у 2002).
Національний склад (станом на 2002 рік):
- росіяни — 44 %
- башкири — 32 %